# Robić
Robić je priimek več znanih oseb:
- Ivo Robić (1923–2000), hrvaški pevec zabavne glasbe
- Nino Robić (1931–2014), hrvaško-slovenski pevec zabavne glasbe